# Peleteria melania
Peleteria melania là một loài ruồi trong họ Tachinidae.